# István Friedrich
Pour les articles homonymes, voir Friedrich.
Dans les noms hongrois, le nom de famille précède le prénom, mais cet article utilise l’ordre habituel en français, où le prénom précède le nom.
István Friedrich (né le 1er juillet 1883 à Malacky en Slovaquie et mort le 25 novembre 1951 à Vác) est un homme d'État hongrois. Il fut Premier ministre de Hongrie du 6 août 1919 au 24 novembre 1919.
Il a eu une carrière de footballeur avant son parcours politique.

## Biographie

### Football
Il dispute une rencontre sous les couleurs de la Hongrie le 9 octobre 1904 contre l'Autriche.